# АтакА
«АтакА́» — пятый студийный альбом (дата выпуска: конец октября 2004 года) певицы Линды.

## Содержание альбома
Борис Барабанов, описывая выступление Линды с презентацией альбома 23 октября 2004 года в ДК имени Горбунова, писал, что альбом стал не просто очередной пластинкой в дискографии певицы, а заставил говорить «о „возвращении“ Линды». Над написанием песен к альбому работали как сама Линда, так и привлечённые авторы, такие как Евгений Поздняков (писавший музыку для альбома Линды «Зрение»), Мара, Любаша и Е. Григорьев.

## Создание песен и запись
По словам Линды, она задумала идею альбома за два года до его выпуска (в 2002 году). По воспоминаниям Линды сначала появились синглы на русском и английском языках, что после привело к созданию альбома: «Его [альбом] я задумала ещё два года назад. Вначале появились синглы на русском и на английском, а спустя год — и сам диск. На этот альбом профессиональной западной командой снято очень интересное видео. Да и сама пластинка сначала появилась не в России». Самой первой записанной композицией стали «Цепи и кольца»:

Очень странная, не совсем моя песня. Первая из всех записанных. Мы очень долго к ней привыкали и искали звуковую форму. Это тоже песня Мары, и она пришла с ней в тот момент, когда мы начали кумекать, какой должен быть новый материал, пластинка по аранжировкам. И тут как знак — Мара дарит песню. Она её так забавно спела тогда ещё, таким детским голосом, так легко, чисто… Мы поняли: это необходимый нам свежий глоток!— Линда
Также Мара в тот период представила Линде песню «Боль»: «Когда она принесла „Боль“ и сыграла под гитару — у меня мурашки по коже забегали».
К созданию песен была привлечена известный хит-мейкер Любаша, которая говорила в интервью, что написать для Линды песню её попросил Евгений Поздняков: «Ко мне обратились с просьбой написать текст на музыку Евгения Позднякова. Мне это было интересно. Побывать немного в мире Линды показалось заманчивым. В этот мир обязательно нужно было проникнуть, иначе ничего не получится. Но не надолго. Это чревато. Ведь у меня есть мой мир…».
В одном из интервью певица рассказала, что песни, в основном, создаются и записываются её командой:

Всё происходит спонтанно. Есть какие-то идеи, которые потом дополняются музыкально, в чём мы все принимаем участие. Команда состоит из моих музыкантов. Это Саша Касьянов, наш клавишник и аранжировщик. Это Женя Поздняков, который пишет и музыку, и слова, и играет на гитаре, очень творческий человек. Это Олег Пишко, гитарист-виртуоз, который абсолютно повёрнут на тяжёлой музыке. Барабанщик Слава Зелёный, который с нами не так давно, раньше он работал с «Машей и медведями». И наш постоянный саунд-продюсер Миша Кувшинов. Музыканты ориентируются в разных направлениях музыки, что нас очень только подстёгивает.— Линда
Запись альбома проходила с 2002 по 2004 год на студии «Кристальная музыка». Евгений Поздняков записывал партии гитары на студии «Полина Рекордз».
Первой песней, представленной публике, стала «Леска». Она вышла ещё до выпуска радиосинглов, в 2002 году на сборнике «Спрайт-драйвер».

## Концепция
Название «АтакА́» (ударение на последнем слоге) не имеет ничего общего со словом из русского языка. По словам певицы, название взято из японского языка, которое звучит именно как АтакА́ и означает по-японски эмоцию, настроение человека в разные периоды его жизни: «Мне показалось, что альбом состоит именно из этого: где-то он циничен, где-то лиричен, а где-то очень прямой, открытый, душевный. В каждой песне абсолютно разное состояние. Поэтому, когда я наткнулась на тему „атака“, мне показалось, что это близко к тому, что сейчас у нас происходит». Первоначально, альбом предполагалось назвать «Пуля», но перед самым выходом альбома решение было изменено. Линда пояснила:

«Пуля» — это ведь довольно банально. А тут я начиталась японского философа Шикамацу, он рассуждает о вещах, которые происходят с человеком в разные периоды, на которые уходит его энергия. Там сказано об «атаке»: это гармония человека в разных состояниях, печаль его, любовь его, его открытость, его незащищенность в разные минуты, его реакции. Мне кажется, наш альбом именно из этого состоит. Реакции: от маленького восторга до глобальных тем, наполняющих сейчас жизнь, — взрывы, дикое насилие, извергаемое не только людьми, но и самой природой. К сожалению, здесь сейчас нет энергетики любви: здесь злость, люди оцениваются по тому, кто богаче, кто какие машины имеет, какие дома… Нас это задевает, и мы, может, поверхностно, но именно об этом говорим в «Атаке».— Линда

## Тематика песен
По словам Линды, во время написания альбома, она слушала песни Бьорк, но на альбоме это никак не отразилось. Песни альбома исследут такие темы, как самокопание, самоутверждение, тема одиночества личности, искания, приобретения и потери.
По словам Линды, самая личная песня в альбоме — «Страх». В песне поднимаются темы любви и предательства:

Когда я делала слова к «Страху», у меня была мысль: любое зло теряет свой смысл, когда ты на него не реагируешь. Ударили тебя — подставь другую щеку. Зло на тебя прет, а ты ему не противодействуй. Есть две борьбы. Либо сталкиваешься со злом лоб в лоб — и это становится замкнутым кругом, который тебя уносит. Либо воспринимаешь зло открыто <…> Тема предательства — вечная. У каждого из нас были в жизни предательства. Я видела конкретных людей, когда писала песню. Но не могу сказать, что кого-то одного.— Линда
Песня «Беги», по словам Линды, написана о противостоянии современной системе потребления, что нашло выражение и видеоклипе на данную композицию:

Смысл его таков: человек сейчас оценивается по тому, что он имеет: дом, машина, одежда, деньги, власть. Все это появилось с тех пор, как в жизнь вошла реклама. Мир рекламы — иллюзия, и 99 % того, что есть в рекламе — это какая-то иллюзорная ложь, которую все впитывают и накачиваются алчностью, живут тем, чтобы больше заработать и стать богаче и так дальше. Это людям придает силу, уверенность, а все мысли и энергия уходят только на это. Вся жизнь замыкается в круг, выхода из которого нет. И никто даже не думает о том, чтобы остановиться и посмотреть куда-то выше, задуматься что такое счастье, которое должно рождаться где-то внутри человека — красота, сила, природа… Все это давно забыто. И вот мы решили показать мир вверх тормашками… И заменили все деньги, то есть все средства расплаты, на кровь. Человек, в конце концов, за все платит своей жизнью. Он деградирует, становится монстром, который ничего не видит, и совершенно забыл о душе. Вот мы и показываем во всей красе этих страшных деградирующих персонажей: такие бледные, худые, мерзкие, угнетенные существа, которые за все расплачиваются своей кровью. Они потребляют и за все отдают свою кровь, а в конце жизни превращаются в совершеннейших уродов. А я такой герой, который пытается выступить против этого и сказать «Беги!» О том и песня, что мы должны вспомнить об этом, и внутри, пусть даже в маленькой частичке себя носить эту концепцию.— Линда
Песня «Город-музей», по словам певицы, написана о потере близких людей:

Это ощущение, когда ты теряешь близких людей, совершенно этого не ожидая. Ты остаёшься одна в городе — и всё замирает, всё останавливается, всё имеет только свои безжизненные формы. А, когда проходит какое-то время, ты поднимаешься из этого состояния, выходишь из него, поёшь о нём. А потом посещаешь этот Город-Музей и понимаешь, что происходило с твоими близкими людьми, что они ощущали. Этот процесс превращается в некие скульптуры, которые несут в себе Время, застывшие эмоции, чувства. И ты об этом поёшь. В принципе, это дорого, но это — безжизненно. Это и есть Город-Музей, который остаётся только музеем, а ты тянешься к Живому. Поэтому ты выходишь на встречную полосу и ждёшь своей встречи.— Линда
Как объясняла певица, песня «Боль» написана о прощении: «Здесь смысл: никто никого не умеет прощать, и это царящая энергия зла мешает всем. Значит, надо учиться прощать».

## Критика
Альбом получил, в основном, смешанные рецензии от критиков. Леопольд Покровский из «InterMedia.ru» сказал, что Линда «выпустила крепкий, жестко спродюсированный и очень рассудочный альбом». Автор отметил, что песни альбома были написаны скорее головой, чем сердцем, и отметил, что «мощнейшая команда авторов и продюсеров кладет уйму сил и времени на воплощение в жизнь какой-то непонятной идеи». В данном контексте были упомянуты соавторы альбома: Мара и Любаша. По мнению критика, Мара, как автор, на данной пластинке «превращается в асексуального биоробота», а Любаша, «чудовищно нелепая в собственном проекте, здесь демонстрирует пугающую бескрайность своего таланта перевоплощения: композиции её авторства гораздо больше похожи на типичные „песни Линды“, чем вещи, написанные самой Линдой». Также автор положительно описал песню «Так кричали птицы», назвав её самой трогательной в альбоме. Более положительно альбом описали в «Музыкальной Газете». По мнению издания, в композициях «Атаки» стало больше жизни и живой энергетики.
Также альбом получил положительную оценку от журнала «Fuzz». Критик Старостин назвал пластинку приближённой к самому успешному альбому Линды «Ворона». Отметив не очень удачную ритмику, автор в целом положительно отметил оригинальное настроение песен альбома. Среди лучших он выделил песни «Так кричали птицы» и «Подвиги». Альбом получил негативную оценку на сайте «Afisha.ru». Григорий Гольденцвайг отметил, что проблемы релиза связаны «с размытостью музыкальной идеи, с попыткой казаться больше, чем есть на самом деле, — и вот это былой пиетет к продукту под маркой „Линда“ убивает на корню». Тем не менее были положительно оценены такие композиции, как «Мир против нас», «Агония» и «Охота». Смешанную оценку альбом получил на сайте «Apelzin.ru». Критик Гликен Баум назвал пластинку «серой». Также негативно была оценена лирика альбома. Положительный отзыв получили аранжировки альбома, вокальные и инструментальные импровизации. Лучшими песнями автор назвал «Охоту» и «Город-музей».
Положительную оценку альбом получил на сайте «Zvuki.ru», где его охарактеризовали, как «очень хороший, очень сильный готик-поп диск». Было отмечено, что теперь звучание песен альбома более целостное и выдержанное, нет метания между жанрами. Также позитивно был оценен в основном гитарный саунд альбома. Автор, также выделяет ритмику альбома: «По-прежнему неплохи и ритмические рисунки песен. В России вообще не так уж много людей грамотно работают с ритмом, и поэтому насыщенные партии (компьютерных) ударных производят вдвойне приятное впечатление». Также критик сравнил песню «Леска», с композицией «Никто не придёт», группы Би-2, а начало песни «Агония» с композицией t.A.T.u. «30 минут».

## Синглы
Всего из альбома было выпущено 3 радиосингла. Первым, ещё до выпуска альбома вышел сингл «Цепи и кольца». Песня поднялась до 48 позиции российского радиочарта.
Второй сингл «Беги» имел больший успех, добрашись до 29 строчки чарта. Сценарий для видеоклипа на песню написал Дэниэл Сиглер, ранее работавший с Бьёрк. Видео стало одним из самых популярных на канале MTV в 2004 году.
Третий сингл «Агония» достиг лишь 137 строчки чарта. Также был снят клип на композицию «Так кричали птицы», но она не была выпущена на радио.

## Комплектация
Обычное издание представляет собой обычный CD-бокс. Обложка выполнена в ярко-красных и чёрных тонах. В оформлении использованы фотографии Сергея Жуковского. Дизайном альбома занимались Сергей Жуковский и сама Линда. Передняя обложка представляет собой глянцевый лист согнутый по краям (а не вдвое, как на большинстве CD-альбомов). За согнутым левым краем располагается информация об авторах альбома. В правой части располагается фотография со съёмок клипа «Агония». С внешней стороны загнутых краёв находятся фотографии Линды с мечом-катаной и надписи «АтакА» (слева) и «Линда» (справа), выполненные в стилистике иероглифов. Оборотная сторона передней обложки включает информацию об участниках записи и посвящена благодарностям. На задней обложке диска использована фотография в тёмных тонах и перечислены композиции входящие в альбом.
Альбом был выпущен и в форме подарочного издания с DVD-диском. На нём представлены три клипа певицы: «Цепи и кольца», «Chains and rings» (английская версия предыдущей композиции) и «Беги». Также в DVD вошли фотоматериалы с фотосессии к альбому и со съёмок клипов «Беги» и «Агония». Также внутри издания вложен буклет, в котором расписаны все тексты песен.

## Список композиций
| №   | Название            | Текст песни       | Музыка              | Длительность |
| --- | ------------------- | ----------------- | ------------------- | ------------ |
| 1.  | «Охота»             |                   | Евгений Поздняков   | 2:26         |
| 2.  | «Мир против нас»    | Линда             | Е. Поздняков        | 3:22         |
| 3.  | «Леска»             | Евгений Григорьев | Е. Поздняков, Линда | 4:43         |
| 4.  | «Цепи и кольца»     | Мара Кана         | М. Кана             | 3:37         |
| 5.  | «Агония»            | Любаша            | Е. Поздняков        | 3:25         |
| 6.  | «Пуля»              | Любаша            | Е. Поздняков        | 3:34         |
| 7.  | «Страх»             | Линда             | Е. Поздняков        | 4:19         |
| 8.  | «Беги»              | Любаша            | Е. Поздняков        | 4:32         |
| 9.  | «Город-музей»       | Линда             | Е. Поздняков        | 4:19         |
| 10. | «Так кричали птицы» | Линда             | Линда               | 4:17         |
| 11. | «В пропасть»        | М. Кана           | М. Кана             | 3:06         |
| 12. | «Мысли-пираньи»     | Линда             | Линда               | 4:04         |
| 13. | «Подвиги»           | Линда             | Линда               | 5:09         |
| 14. | «Боль»              | М. Кана           | М. Кана             | 3:43         |

## Коммерческий успех альбома
По данным «Universal Music Russia» за первую неделю продаж, только в Москве, было реализовано 100 тысяч копий альбома. 1 марта 2005 года Линде была вручена награда НФПФ «Золотой диск», за 250 тысяч проданных копий альбома «АтакА». На данный момент продажи альбома составили более 500 тысяч копий.

## Участники записи
- Линда — вокал, продюсирование вокала
- Евгений Поздняков — гитара, аранжировки
- Олег Пишко — гитара
- Олег Радушнов — бас-гитара
- Вячеслав Козырев — барабаны
- Ольга Дзусова — бэк-вокал
- Эдуард Самойлов — бэк-вокал
- Рафик Акопян — скрипка
- Пётр Сурайкин — виолончель
- Александр Касьянов — аранжировки
- Михаил Кувшинов — саунд-продюсер, звукорежиссёр, продюсирование вокала, мастеринг
- Антон Арендоненко — тон-инженер